# Al-Kuwait

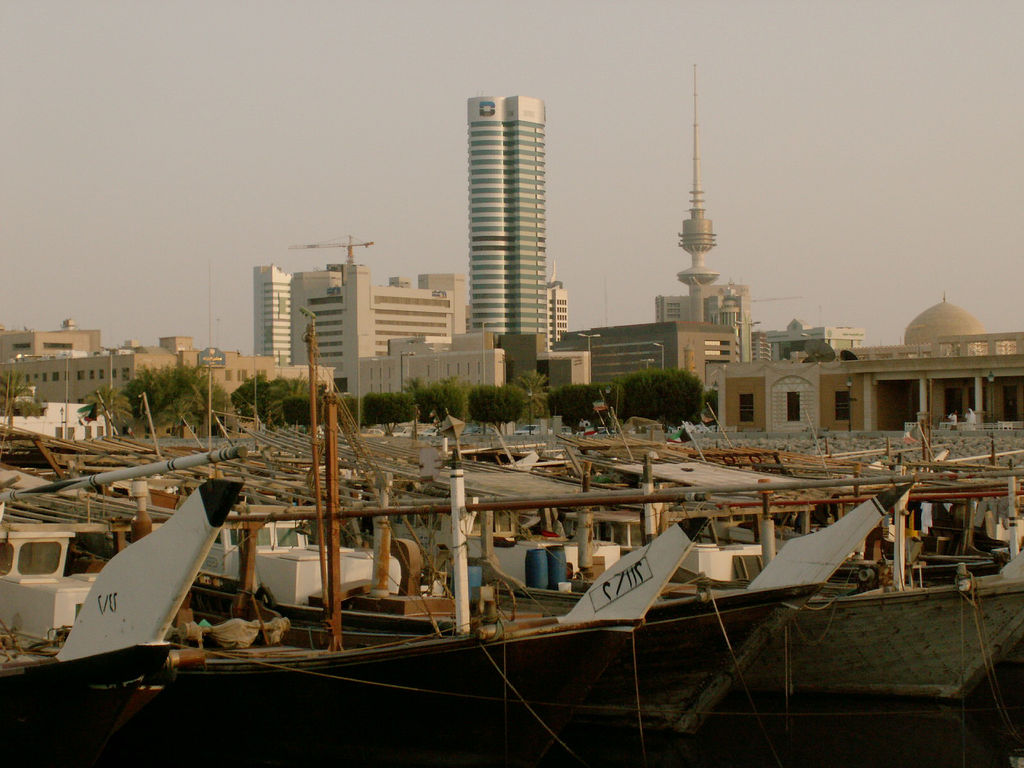
El Burgan Bank des del port

Al-Kuwait (àrab: مدينة الكويت, Madīnat al-Kuwayt, ‘Ciutat de Kuwait’) és la capital de Kuwait i de la governació d'al-Asimah. El municipi estricte té una població estimada de 32.500 habitants (2005), mentre que l'àrea metropolitana arriba als 2.380.000. Està situada al cor del país, a 29° 22′ 11″ N i 47° 58′ 42″ E, vora la costa del golf Pèrsic, i hi té la seu el parlament de Kuwait o Majlis al-Umma, la major part de les oficines del govern i els principals bancs i empreses de Kuwait. És el centre polític, cultural i econòmic de l'emirat.
Les necessitats comercials i de transport estan ben servides per mitjà de l'Aeroport Internacional de Kuwait, el port de Mina al-Shuwaikh i el de Mina al-Ahmadi, a 50 km al sud, a la costa del golf Pèrsic.

## Història
La ciutat fou fundada al començament del segle xviii pel clan Al Sabah, més endavant la família governant de Kuwait i branca de la tribu dels al-Utub (que també incloïa el clan Al Khalifa, la família governant de Bahrain), i pel seu líder, el xeic Sabāh I. El topònim segurament deriva de kut (àrab: كوت, kūt), que és com se'n diu en àrab d'una fortalesa vora el mar.

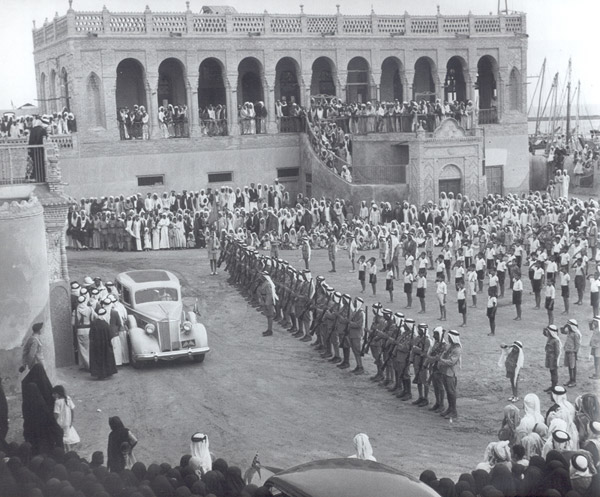
Celebració al palau de Seif el 1944 pel xeic Ahmad Al-Jaber Al-Sabah

A principis i mitjans del 1700, la ciutat de Kuwait era un petit poble de pescadors. En algun moment a mitjans del 1700, els Bani Utub es van establir a Kuwait. En el moment de l'arribada dels utubs, Kuwait estava habitada per uns quants pescadors. Al segle XVIII, Kuwait es va convertir gradualment en un principal centre comercial per al trànsit de mercaderies entre l'Índia, Muscat, Bagdad, Pèrsia i Aràbia.
La vila va créixer ràpidament i, a l'època en què es va aixecar la primera muralla (1760), ja tenia la seva pròpia flota de 800 dhows i mantenia relacions comercials amb Bagdad i Damasc. Al començament del segle xix era un port reconegut pel seu trànsit. A finals del 1700, Kuwait ja s'havia establert com una ruta comercial des del golf Pèrsic fins a Alep.
Durant el setge persa de Bàssora el 1775-1779, els comerciants iraquians es van refugiar a Kuwait i van ser en part fonamentals en l'expansió de les activitats comercials i de construcció de vaixells de Kuwait. Com a resultat, el comerç marítim de Kuwait va créixer. Entre els anys 1775 i 1779, les rutes comercials índies amb Bagdad, Alep, Esmirna i Constantinoble es van desviar cap a Kuwait. La Companyia de les Índies Orientals es va desviar a Kuwait el 1792.
La Companyia de les Índies Orientals va assegurar les rutes marítimes entre Kuwait, l'Índia i les costes orientals d'Àfrica. Després de la retirada persa de Bàssora el 1779, Kuwait va continuar atraient el comerç lluny de Bàssora.

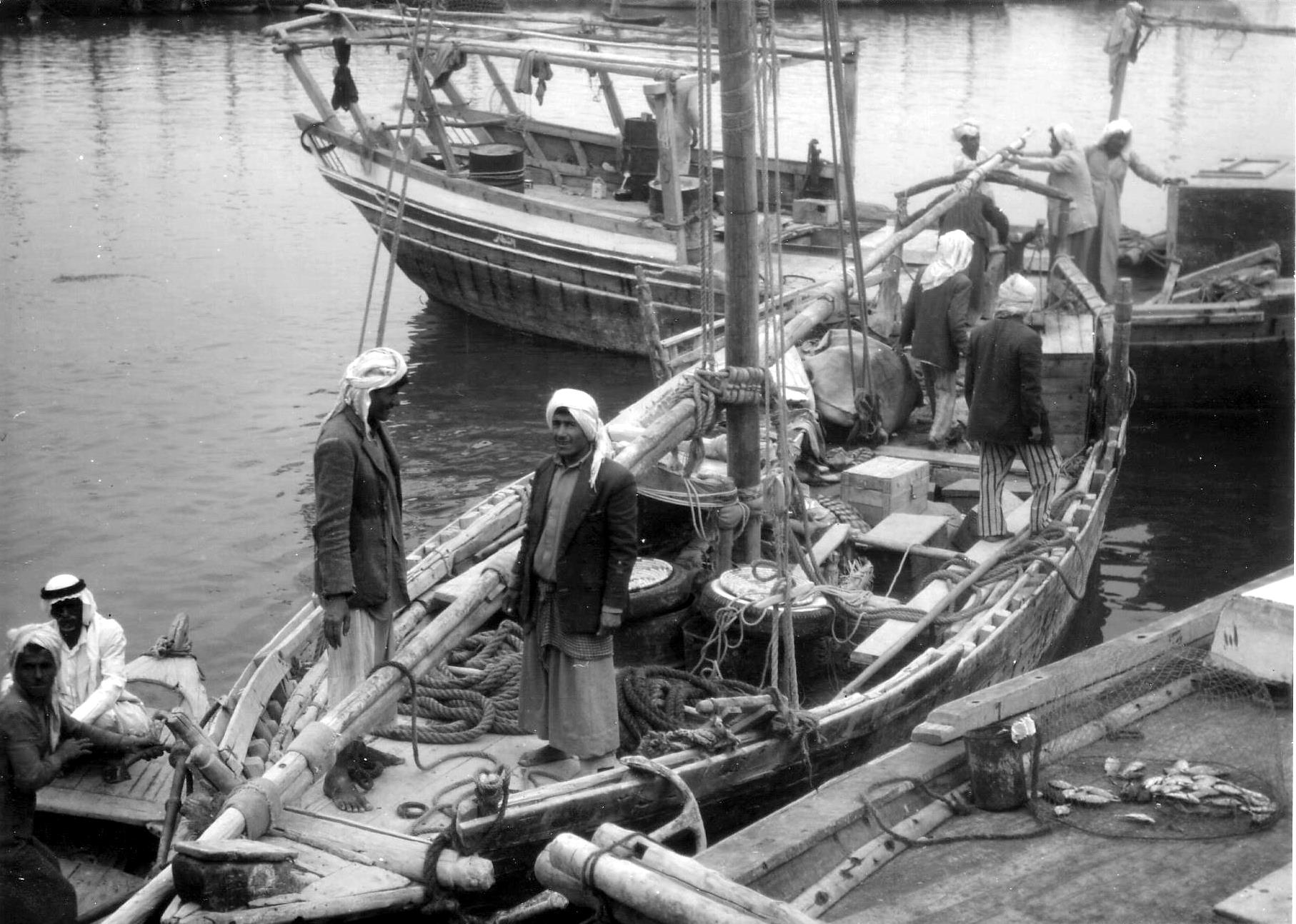
Port de Kuwait el 1961

Kuwait va ser el centre de la construcció de vaixells a la regió del Golf Pèrsic. Durant el final del segle XVIII i el XIX, els vaixells fabricats a Kuwait portaven la major part del comerç entre els ports de l'Índia, l'Àfrica oriental i el Mar Roig. Els vaixells kuwaitians eren famosos a tot l'oceà Índic. La turbulència geopolítica regional va ajudar a fomentar la prosperitat econòmica a Kuwait a la segona meitat del segle XVIII. Kuwait es va fer pròsper a causa de la inestabilitat de Bàssora a finals del segle XVIII. A finals del segle XVIII, Kuwait va funcionar en part com un refugi per als comerciants de Bàssora que fugien de la persecució del govern otomà. Segons Palgrave, els kuwaitians van desenvolupar una reputació com els millors mariners del golf Pèrsic.
No s'acabava d'estar clar si Kuwait formava part o no de l'Imperi Otomà, per la qual cosa hi havia tensions sovintejades entre el xeicat i l'imperi. Les tensions van arribar al zenit el 1896, quan el xeic Mubārak al-Sabāh va assassinar son germà, l'emir Muhammad al-Sabāh, ja que Mubārak sospitava que els otomans es volien annexar Kuwait.
Durant el regnat de Mubarak Al-Sabah, Kuwait va ser batejat com la Marsella del Golf perquè la seva vitalitat econòmica va atreure una gran varietat de persones. A les primeres dècades del segle xx, Kuwait tenia una elit ben establerta: famílies de comerciants riques que estaven vinculades pel matrimoni i interessos econòmics compartits.
A canvi de la protecció naval britànica, Mubārak no podia negociar o donar territoris a cap altra poder estranger sense el consentiment britànic. Arran del descobriment de petroli el 1936, el nivell de vida de la ciutat va créixer de manera evident, incloent-hi els serveis sanitaris i educatius.

El 1937, Freya Stark va escriure sobre l'abast de la pobresa a Kuwait en aquell moment:
| « | La pobresa s'ha instal·lat a Kuwait amb més força des de la meva darrera visita fa cinc anys, tant per mar, on el comerç de perles continua disminuint, com per terra, on el bloqueig establert per l'Aràbia Saudita ara perjudica els comerciants | » |

 Algunes famílies de comerciants destacades van abandonar Kuwait a principis dels anys 30 a causa de la prevalença de les dificultats econòmiques. En el moment del descobriment del petroli el 1937, la majoria dels habitants de Kuwait estaven empobrits.
Del 1946 al 1982, Kuwait va viure un període de prosperitat impulsat pel petroli i la seva atmosfera liberal. En el discurs popular, els anys entre 1946 i 1982 s'anomenen l'època daurada. El 1950, va començar un important programa de treball públic per permetre als kuwaitians gaudir d'un nivell de vida modern. El 1952, el país es va convertir en el major exportador de petroli de la regió del Golf Pèrsic. L'any següent, els ingressos anuals del petroli del país van créixer fins als 169 milions de dòlars. Aquest creixement massiu va atreure molts treballadors estrangers, especialment de Palestina, Egipte i l'Índia i va ajudar a finançar el desenvolupament d'un nou pla director, que l'estat va aprovar el 1952. El juny de 1961, Kuwait es va independitzar amb la fi del protectorat britànic i el xeic Abdullah Al-Salim Al-Sabah es va convertir en emir. Segons els termes de la constitució recentment redactada, Kuwait va celebrar les seves primeres eleccions parlamentàries el 1963. Kuwait va ser el primer país del golf Pèrsic que va establir una constitució i un parlament.
A les dècades de 1960 i 1970, Kuwait era el país més desenvolupat de la regió. Kuwait va ser el pioner a l'Orient Mitjà a diversificar els seus guanys fora de les exportacions de petroli. La Kuwait Investment Authority és el primer fons sobirà del món. A partir de la dècada de 1970, Kuwait va obtenir la puntuació més alta de tots els països àrabs a l'índex de desenvolupament humà. La Universitat de Kuwait es va establir el 1966. La indústria del teatre de Kuwait era molt coneguda a tot el món àrab. A les dècades de 1960 i 1970, la premsa de Kuwait va ser descrita com una de les més lliures del món. Kuwait va ser el pioner del renaixement literari a la regió àrab. El 1958 es va publicar per primera vegada la revista Al Arabi, la revista es va convertir en la revista més popular del món àrab. Molts escriptors àrabs es van traslladar a Kuwait per la llibertat d'expressió perquè Kuwait tenia més llibertat d'expressió que en altres llocs del món àrab. Kuwait va ser un refugi per a escriptors i periodistes de totes les parts de l'Orient Mitjà, amb el poeta iraquià Ahmed Matar que va abandonar l'Iraq als anys setanta per refugiar-se a l'entorn més liberal de Kuwait.
La societat kuwaití va adoptar actituds liberals i occidentals al llarg dels anys 60 i 70. La majoria de les dones kuwaitianes no portaven el hijab als anys 60 i 70. A la Universitat de Kuwait, les minifaldilles eren més habituals que el hijab.
A principis de la dècada de 1980, Kuwait va experimentar una crisi econòmica important després de la caiguda de la borsa de Souk Al-Manakh i la disminució del preu del petroli.
L' edifici de l'Assemblea Nacional de Kuwait, un edifici del parlament dissenyat per les obres de Jørn Utzon en els seus elements d'arquitectura islàmica, es va completar el 1982 per ordres del seu fill Jan Utzon.
Durant la guerra Iran-Iraq, Kuwait va donar suport a l'Iraq. Al llarg de la dècada de 1980, hi va haver diversos atacs terroristes a Kuwait, inclosos els atemptats de Kuwait de 1983, el segrest de diversos avions de Kuwait Airways i l'intent d'assassinat de l'emir Jaber el 1985. Kuwait va ser un centre regional líder de ciència i tecnologia a les dècades de 1960 i 1970 fins a principis de la dècada de 1980, el sector de la investigació científica va patir significativament a causa dels atacs terroristes.
Després que la guerra Iran-Iraq va acabar, Kuwait va rebutjar una sol·licitud iraquiana de perdonar els seus 65 mil milions dòlars EUA de deute. Es va produir una rivalitat econòmica entre els dos països després que Kuwait augmentés la seva producció de petroli en un 40 per cent. Les tensions entre els dos països van augmentar encara més el juliol de 1990, després que l'Iraq es queixés a l'OPEP al·legant que Kuwait estava robant el seu petroli d'un jaciment prop de la frontera Iraq-Kuwait mitjançant la perforació oblicua del camp de Rumaila.

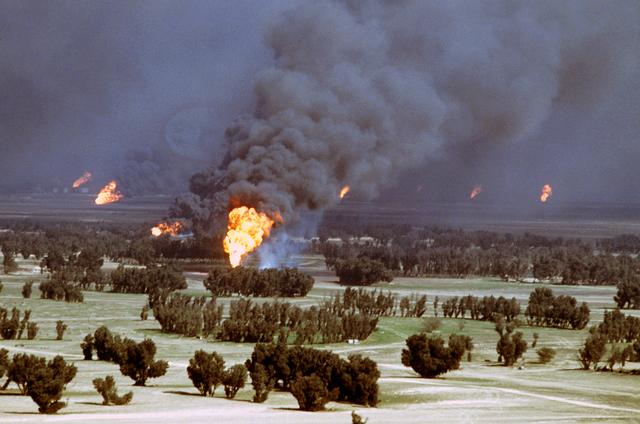
Els incendis de petroli a Kuwait el 1990, que van ser el resultat de la política de terra cremada de les forces militars iraquianes que es retiraven de Kuwait.

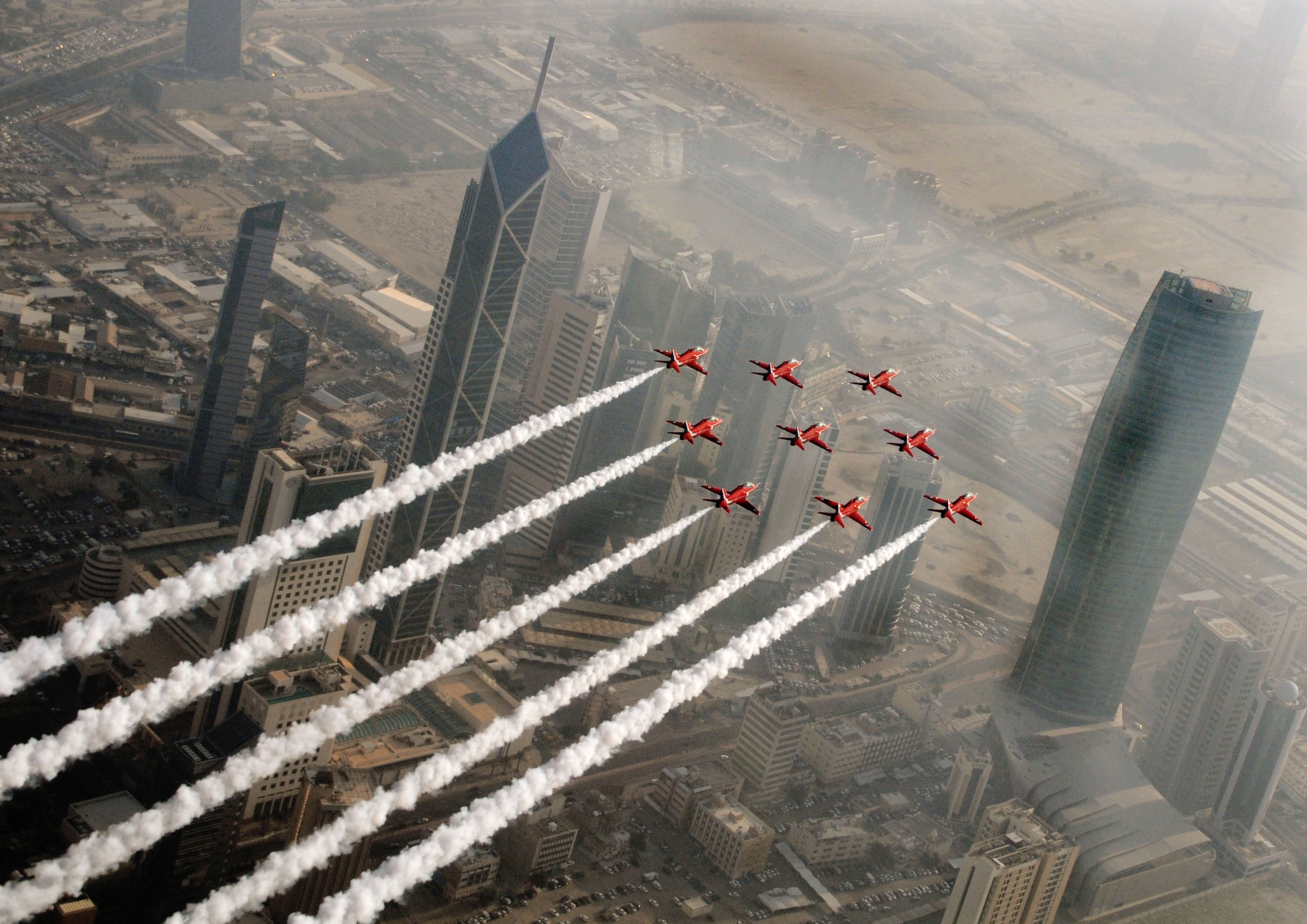
Fletxes vermelles sobre la ciutat de Kuwait

El govern kuwaití va defensar fermament l'islamisme durant la dècada de 1980. En aquell moment, l'amenaça més greu per a la continuïtat d'Al Sabah venia dels demòcrates laics. L'oposició secular kuwaití protestava per la suspensió del parlament el 1976. Al Sabah es va sentir atret pels islamistes que predicaven les virtuts d'un ordre jeràrquic que incloïa la lleialtat a la monarquia kuwaití. L'any 1981, el govern kuwaití va ordenar els districtes electorals a favor dels islamistes. Els islamistes eren els principals aliats del govern, per tant, els islamistes van poder colonitzar agències estatals, com ara els ministeris del govern. A mitjans de la dècada de 1980, Kuwait va ser descrit com una autocràcia. El 1986, l'emir Jaber va suspendre el parlament.
L'agost de 1990, les forces iraquianes van envair i annexionar Kuwait. Després d'una sèrie de negociacions diplomàtiques fallides, els Estats Units van liderar una coalició per retirar les forces iraquianes de Kuwait, en el qual es va conèixer com la Guerra del Golf. El 26 de febrer de 1991, la coalició va aconseguir expulsar les forces iraquianes. Mentre es retiraven, les forces iraquianes van dur a terme una política de terra cremada incendiant pous de petroli. Durant l'ocupació iraquiana, més de 1.000 civils kuwaitians van ser assassinats. A més, més de 600 kuwaitians van desaparèixer durant l'ocupació de l'Iraq, aproximadament 375 restes es van trobar en fosses comunes a l'Iraq.
Després de la retirada de les tropes iraquianes entre gener i febrer del 1991, la inversió estrangera i el govern kuwaitià es van dedicar de manera preferent a la reconstrucció i modernització de la ciutat i a convertir-la en un centre de negocis de primer ordre. D'ençà de la guerra del Golf, al-Kuwait ha experimentat un gran creixement econòmic i s'hi han bastit un bon nombre d'hotels, centres comercials i oficines d'empreses de tota mena.
El març de 2003, Kuwait es va convertir en el trampolí de la invasió de l'Iraq liderada pels EUA. A la mort de l'emir Jaber, el gener de 2006, Saad Al-Sabah el va succeir, però nou dies després va ser destituït pel parlament kuwaití a causa de la seva malaltia. Sabah Al-Sabah va jurar com a emir.

## Geografia

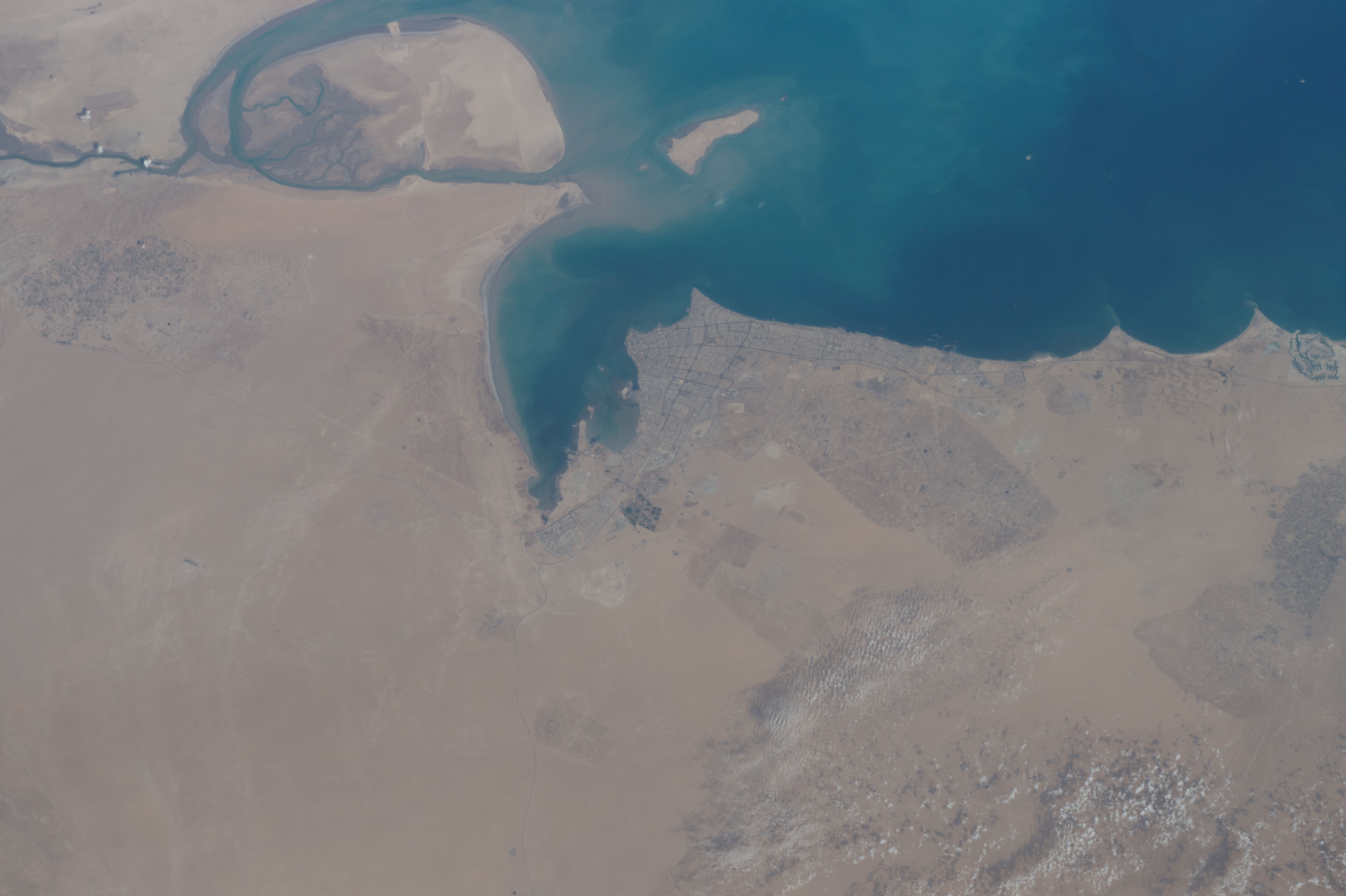
Imatge de satèl·lit que mostra l'extensió de l'àrea metropolitana de la ciutat de Kuwait

La ciutat de Kuwait es troba a la badia de Kuwait, un port natural d'aigües profundes. El 90% de la població de Kuwait viu a la costa de la badia de Kuwait. El país és generalment baix, amb el punt més alt de 306 m sobre el nivell del mar. Té nou illes, totes les quals, a excepció de l'illa de Failaka, estan deshabitades. Amb una superfície de 860 m², Bubiyan és l'illa més gran de Kuwait i està connectada amb la resta del país per un pont de 2380 m. La superfície terrestre es considera cultivable i hi ha vegetació escassa al llarg dels seus 499 km de litoral.
El camp de Burgan de Kuwait té una capacitat total d'aproximadament 70 mil milions de barrils de reserves provades de petroli. Durant els incendis de petroli de Kuwait de 1991, es van crear més de 500 llacs de petroli que cobrien una superfície combinada d'uns 35,7 km². La contaminació del sòl resultant a causa de l'acumulació de petroli i sutge havia fet inhabitables les parts oriental i sud-est de Kuwait. Els residus de sorra i petroli havien reduït grans parts del desert de Kuwait a superfícies semi-asfaltades. Els vessaments de petroli durant la Guerra del Golf també van afectar dràsticament els recursos marins de Kuwait.

### Clima

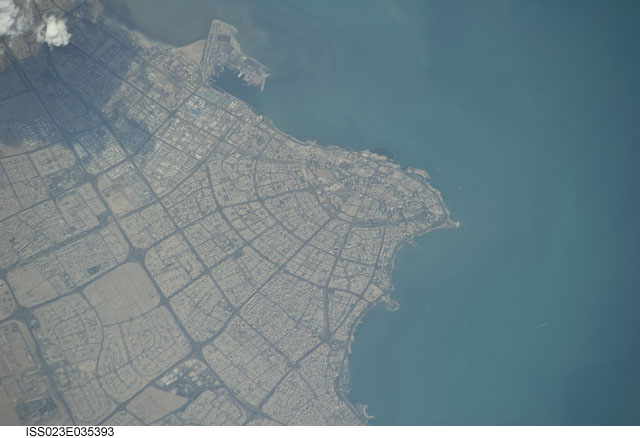
Vista aèria de la ciutat de Kuwait

La ciutat de Kuwait té un clima càlid desèrtic ( Köppen : BWh ) amb estius molt calorosos i molt prolongats i hiverns suaus i curts. És una de les ciutats més calentes a l'estiu de la Terra. Les temperatures altes mitjanes d'estiu són superiors als 45 °C durant tres mesos a l'any i durant les onades de calor; la temperatura diürna supera regularment 50 °C amb mínims nocturns que sovint es mantenen per sobre 0 °C. A l'hivern, les temperatures nocturnes solen baixar per sota dels 8 °C. Tenint en compte la seva posició costanera i la distància relativa a l'equador en comparació amb els climes càlids del desert d'Àfrica i l'Aràbia Saudita, la calor a la ciutat és bastant extrema: està envoltada en gairebé totes les direccions pel desert calent.
Les tempestes de sorra es produeixen de vegades durant l'estiu a causa del vent xamal. Les tempestes de sorra es poden produir en qualsevol època de l'any, però es produeixen sobretot durant l'estiu i amb menys freqüència durant la tardor.

## Districtes
Conformen l'àrea metropolitana de la ciutat els districtes següents:
| - Bayan (بيان) - Bneid al-Qar (بنيد القار) - Hawalli (حولي) - al-Jabriyah (الجابرية) - Mishref (مشرف) - al-Salmiyah (السالمية) - Sabah al-Salem (صباح السالم) - Salwah (سلوى) - Sharq (شرق) - al-Shuwaikh (الشويخ) - al-Rumaithiyah (الرميثية) - Abdullah al-Salem (عبدالله السالم) - al-Nuzhah (النزهه) | - Keifan (كيفان) - Khaitan (خيطان) - Khaitan al-Janubi (خيطان الجنوبي) - al-Shamiyah (الشامية) - al-Da'iyah (الدعية) - al-Faiha (الفيحا) - al-Qadisiyah (القادسية) - al-Dasmah (الدسمه) - Qurtobah (قرطبة) - al-Surrah (السره) - al-Yarmuk (اليرموك) - al-Mansuriyah (المنصورية) - al-Andalus (الاندلس) |

## Economia

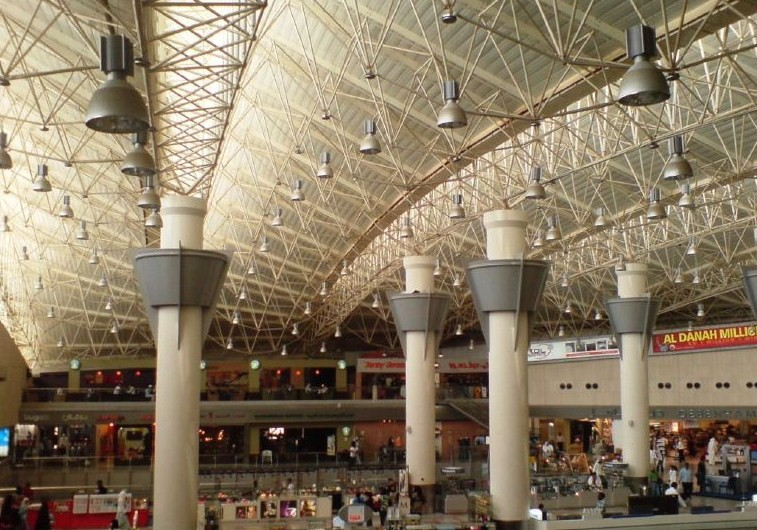
Aeroport internacional de Kuwait

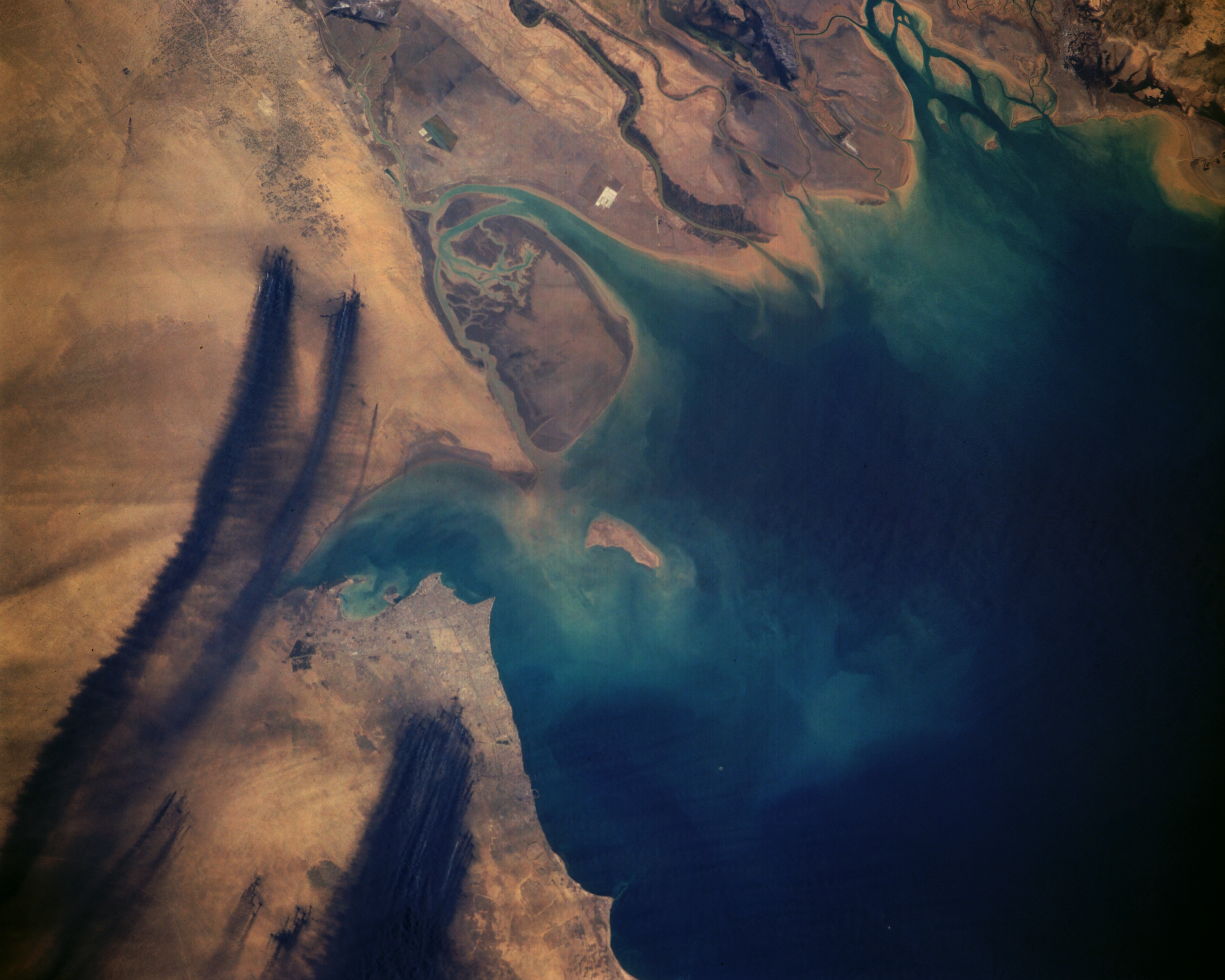
Fum de la crema de camps petroliers de Kuwait després que Saddam Hussein incendiés durant la guerra del Golf.

Kuwait té una economia basada en el petroli, el petroli i els fertilitzants són els principals productes d'exportació. El dinar kuwaití és la unitat monetaria més valorada del món. El petroli representa el 43% del PIB i el 70% dels ingressos d'exportació.

## Cultura

### Teatre
Kuwait és conegut per la seva tradició de teatre de producció pròpia. Kuwait és l'únic país àrab de la regió del golf Pèrsic amb tradició teatral. El moviment teatral àrab a Kuwait constitueix una part important de la vida cultural àrab del país. Les activitats teatrals a Kuwait van començar a la dècada de 1920 quan es van estrenar els primers drames parlats. Les activitats de teatre segueixen sent populars avui dia.

### Telenovel·les
Les telenovel·les de Kuwait (المسلسلات الكويتية) es troben entre les telenovel·les més vistes del món àrab. La majoria de les telenovel·les del Golf tenen seu a Kuwait. Encara que normalment es representaven en el dialecte kuwaitià, algunes telenovel·les kuwaitianes van tenir èxit fins a Tunísia.